# Poranthera huegelii
Poranthera huegelii är en emblikaväxtart som beskrevs av Johann Friedrich Klotzsch. Poranthera huegelii ingår i släktet Poranthera och familjen emblikaväxter. Inga underarter finns listade i Catalogue of Life.